# 哈啦大髮師3
《哈啦大髮師3》（英語：Barbershop: The Next Cut）是一部2016年美国喜劇電影，由马尔科姆·D·李（Malcolm D. Lee）执导，肯尼亚·巴里斯（Kenya Barris）和特雷西·奥利弗（Tracy Oliver）编剧，艾斯·库伯、罗伯特·泰特尔（Robert Teitel）和小乔治·提尔曼（George Tillman Jr.）制作。这是2004年《哈啦大髮師2》的续集，也是《哈啦大髮師》电影系列的第三部。群戲阵容有艾斯·库伯、塞德里克·凱爾斯（Cedric the Entertainer）、安東尼·安德森、伊芙、肖恩·帕特里克·托马斯（Sean Patrick Thomas）和迪翁·科尔（Deon Cole）（均为回归出演），还有新增演员雷吉娜·霍尔、J·B·史慕福、拉莫恩·莫里斯（Lamorne Morris）、泰加、凡夫俗子和妮琪·米娜。这是该系列中首次没有麥克·艾里和伦纳德·厄尔·豪斯（Leonard Earl Howze）分别饰演里基和丁卡。
项目于2014年3月宣布，李于2015年2月被聘为导演。主体拍摄于2015年5月在亚特兰大开始，其中一些航拍镜头在芝加哥拍摄。
《哈啦大髮師3》于2016年4月15日由华纳兄弟影业发行。该片获得了评论家的积极评价，表扬了演员们的表演、李的导演技巧和剧本。影片在全球票房收入5500万美元，相对于2000万美元的制作预算，这一成绩算是中等水平的成功。

## 剧情
卡尔文（艾斯·库伯 Ice Cube 饰）热爱芝加哥，这是他的家乡，也是他一直经营理发店养家糊口的地方。不幸的是，这座城市近年来充斥着帮派暴力和犯罪活动，紧张气氛在他的社区里愈演愈烈。艾迪（塞德里克·凱爾斯 Cedric The Entertainer 饰）冲进理发店，吓坏了，因为他声称对一些地痞的裤腰低垂发表了意见。随着门开始被拍打，艾迪让卡尔文也慌张起来，但实际上只是送餐员送来了他的早餐，这让他感到恼火。
卡尔文与前妻安吉（雷吉娜·霍尔 Regina Hall 饰）现在共同经营理发店。店内设有一个独立的女性工作区，新招募的员工有布丽（瑪歌·冰咸 Margot Bingham 饰）和德莱娅（米娜 Minaj 饰）。男性区的员工有杰洛德（拉莫恩·莫里斯 Lamorne Morris 饰）、拉贾（乌特卡什·安布德卡 Utkarsh Ambudkar 饰）和特里（伊芙 Eve 饰）的新丈夫拉沙德（凡夫俗子 Common 饰）。艾萨克（特羅伊·格雷提 Troy Garity 饰）和吉米（肖恩·帕特里克·托马斯 Sean Patrick Thomas 饰）不再工作于此，但仍然以顾客身份保持联系。
前理发师里基的疏远表兄JD（安東尼·安德森 Anthony Anderson 饰）已放弃犯罪生活，现在经营一家餐车生意。然而，他公开谎称餐车业务的收益捐赠给了慈善机构，实际上他和他的专制祖母（阿姨费 Auntie Fee 饰）将钱留给自己。店里还有一个叫安东尼·克拉克（托里昂·塞勒斯 Torion Sellers 饰）的男孩在工作，同时专注于学业。
拉沙德的儿子肯尼（迪亚洛·汤普森 Diallo Thompson 饰）一直和卡尔文的儿子贾伦（小迈克尔·雷尼 Michael Rainey, Jr. 饰）一起玩。一天早上，他们在上学前来到理发店，卡尔文抓到贾伦试图偷两块士力架巧克力。
外面，一群“黑帮门徒”成员开车过来，试图抢走两个男孩的运动鞋，最后该地区的“副领主”出现，叫他们帮派离开。“副领主”的领导者亚米（泰加 Tyga 饰）对两个男孩很友好，认为他们愿意加入他的帮派，给了每个男孩一张100美元的钞票。
理发店的男男女女讨论了现代女性的话题，布丽认为好女人总是输给“荡妇”，而男人虽然抱怨女人用了假体，但仍对这些女人垂涎欲滴。
另一个讨论的主题是针对黑人的种族主义，拉贾不同意这种观点，理由是国家已经有了一位黑人总统，而拉沙德则反驳说，奥巴马，作为前芝加哥居民，在媒体上关于被谋杀的黑人儿童的新闻满天飞时，并没有采取任何行动。不过，他坚持认为，现在是当黑人的最好时机。
卡尔文最近一直与一个叫“万能”的精明商人（J·B·史慕福 J. B. Smoove 饰）讨论将理发店从南区搬到北区，以避开街上的危险。只有他的妻子詹妮弗（贾丝敏·刘易斯 Jazsmin Lewis 饰）知道这件事，而且她只是出于贾伦的安全的考虑。
常客杰伊（雷内尔·吉布斯 Renell Gibbs 饰）来预约找德莱娅理发，但另一男子马奎斯（贾马尔·伍拉德 Jamal Woolard 饰）也来了，显然和杰伊有矛盾。两人差点在店里打起来，因为他们是对立帮派的“话事人”，直到拉沙德干预才平息局面。
男孩们在学校惹上麻烦，因为他们参与了早上与帮派的斗殴。贾伦安然无恙，但肯尼眼下有个淤青。这让卡尔文考虑把儿子送到天主教学校，也让他对肯尼更加不信任，甚至和拉沙德对峙，告诉他他们不应该和对方的孩子走得太近。事情变得更加严重，詹妮弗在儿子的抽屉里发现了帮派的物品。
社区里的问题愈演愈烈，吉米停下来告诉大家，警方计划设置一个重兵把守的封闭区，这将影响到一众商家。理发店的成员齐心协力，决定当晚与社区一起组织一个论坛，争取停火协议，并为路人们提供免费理发服务。
在店外，特里开始怀疑德莱娅对拉沙德过于亲密。一天晚上，拉沙德开车送德莱娅回家，而她邀请他上楼“聊聊”。拉沙德知道她的意思，虽然她否认有任何性动机，但他还是拒绝了她的邀请。
理发店团队安排杰伊和马奎斯同时到店，以便让他们参与停火协议。尽管两人起初关系紧张，几乎又一次发生冲突，但最终他们尊重卡尔文的请求，同意停火。
周末，停火正式开始。杰洛德和拉贾在推特上发布信息，号召人们来理发店。很多人前来，事情看起来进行得很顺利。
就在理发店里，拉沙德走进后面的储藏室拿一些物品，德莱娅也跟着进去。他为前一晚误解她的动机道歉，她原谅了他，但随后试图亲吻他。特里走进店里，找不到拉沙德，便来到储藏室，正好撞见他们两人藏在里面。由于拉沙德没有回应她的叫喊，她误以为他们有奸情。特里试图打德莱娅，追着她跑到店前，但卡尔文和其他人阻止了她。特里愤然离开，拉沙德跟着出去试图解释，但她不信任他。
当天停火进行得很成功时，警官特伦斯（蒂蒙·凯尔·杜雷特 Timon Kyle Durett 饰）来到店里，宣布了一个悲剧性消息：安东尼在从图书馆回家的路上被枪杀了。可想而知卡尔文感到崩溃，对停火协议失去信心，也不再认为他们能对社区产生任何影响。
紧张局势激化，拉沙德无意中听到卡尔文打电话的内容，于是揭露了他打算将店搬到北区的计划，这激怒了安吉，因为他对她隐瞒了此事。卡尔文愤然离开店铺，去了酒吧，艾迪跟随他。艾迪试图安慰卡尔文，虽然安东尼的死是个悲剧，但他们可能避免了更多枪击死亡事件。这让卡尔文重新振作，他决定回到店里道歉，并重启停火协议。
紧接着，店里迎来了安東尼·戴維斯的造访，这为店铺带来了更多的关注。到晚上，理发店的生意更加兴隆，还得到了媒体的报道，并且成为推特上的热门话题。
JD带着他的餐车来到了店里，生意很好，不过他过去的谎言被揭穿，他只好将大部分收入捐给了真正的慈善机构。特里回到店里，向拉沙德道歉，误会解除，两人和好。
肯尼跑进店里告诉卡尔文，贾伦在公园准备参加帮派的入伙仪式，而他之前曾说退出了这个计划。卡尔文急忙赶到公园，看到儿子正在接近亚米，准备参加仪式。当他赶到时，帮派成员已经离开了，但贾伦还留在那儿。父子二人无言地相视，贾伦选择和父亲一起离开。
第二天早上，停火协议结束了，理发店的所有人都开始庆祝。每个人陆续回家。
布丽和杰洛德一起走，他们承认彼此有好感，并约定了第二天晚上的晚餐。之后，德莱娅拜访了特里，向她道歉，因为她曾试图勾引拉沙德。她表示，特里看起来生活一切顺利，而她自己却没有。特里原谅了她，德莱娅也为这对夫妻提出了一个建议。
贾伦来到店里，问父亲能不能给他剪头发。卡尔文答应了，并剪掉了贾伦的脏辫。他们互相表达了爱意，卡尔文让贾伦帮忙扫地。
卡尔文说，他仍然爱着这座城市，从未放弃它，因为它也从未放弃过他。父子俩与詹妮弗、拉沙德、特里和孩子们一起离开。
在片尾字幕期间，理发店迎来了意外的客人——总统奥巴马（雷吉·布朗 Reggie Brown 饰）。艾迪自愿为总统理发，尽管他之前声称曾在很多年前为奥巴马理过发，但他紧张得手抖，不小心在总统的后脑勺上剃了一个大缺口。